# Över-Särvsjön
Över-Särvsjön är en sjö i Härjedalens kommun i Härjedalen och ingår i Ljusnans huvudavrinningsområde. Sjön har en area på 7,67 kvadratkilometer och ligger 653,1 meter över havet. Sjön avvattnas av vattendraget Särvan. Vid provfiske har bland annat abborre, elritsa, harr och lake fångats i sjön.

## Delavrinningsområde
Över-Särvsjön ingår i det delavrinningsområde (695201-136232) som SMHI kallar för Utloppet av Över-Särvsjön. Medelhöjden är 725 meter över havet och ytan är 41,25 kvadratkilometer. Räknas de 5 avrinningsområdena uppströms in blir den ackumulerade arean 141,35 kvadratkilometer. Särvan som avvattnar avrinningsområdet har biflödesordning 2, vilket innebär att vattnet flödar genom totalt 2 vattendrag innan det når havet efter 357 kilometer. Avrinningsområdet består mestadels av skog (64 procent) och sankmarker (14 procent). Avrinningsområdet har 7,89 kvadratkilometer vattenytor vilket ger det en sjöprocent på 19,1 procent.

## Fisk
Vid provfiske har följande fisk fångats i sjön:
- Abborre
- Elritsa
- Harr
- Lake
- Röding
- Sik
- Öring